# آکچیشما
آکچیشما (به لاتین: Akchishma) یک منطقهٔ مسکونی در روسیه است که در باشقیرستان واقع شده‌است.